# Vendski križarski pohod
Vendski križarski pohod ali vendska križarska vojna  (nemško Wendenkreuzzug) je bil vojaški pohod leta 1147 v eni od severnih križarskih vojn, ki ga  je vodilo predvsem Nemško kraljestvo znotraj Svetega rimskega cesarstva in je bil uperjen proti Polabskim Slovanom ali Vendom. Zahodnoslovanske Vende so sestavljala slovanska plemena Obodriti,  Rujani, Ljutiči, Vagri in Pomorjani, živeči na ozemlju vzhodno od Labe v današnji Poljski in Nemčiji.
Dežele Vendov so bile bogate z viri, kar je motiviralo udeležence križarskega pohoda. Zmerno podnebje baltskega območja je omogočalo obdelovanje zemlje in živinorejo. Lokalne živali so imele gosto dlako, kar je spodbujalo lov in  trgovanja s krznom. Dostop do morja je omogočil tudi ribištvo in širjenje trgovske mreže. Križarska vojna je ponudila priložnost plemiškim družinam, da osvojijo del tega ozemlja.
Nemški nadškofiji v Bremnu in Magdeburgu sta si do začetka 12. stoletja prizadevali po mirni poti pokristjaniti sosednja poganska zahodnoslovanska plemena. Pred pripravami na drugo križarsko vojno v Sveti deželi je bila izdana papeška bula, ki je podpirala tudi križarsko vojno proti tem Slovanom. Slovanski voditelj Niklot je junija 1147 preventivno vdrl v Vagrijo, kar je kasneje istega poletja sprožilo pohod križarjev. Križarji so s prisilo dosegli navidezni krst Slovanov pri Dobinu in bili nato pri Deminu odbiti. Druga križarska vojska je vkorakala v že krščanski Szczecin (Stettin) in se po prihodu razkropila.
Krščanska vojska, ki so jo sestavljali predvsem Sasi in Danci, je s kolonizacijo izsilila plačevanje davka od poganskih Slovanov in potrdila nemški nadzor nad Vagrijo in Polabjem, takojšnje pokristjanjevanje pa je spodletelo.

## Ozadje
Otonska dinastija je v 10. stoletju podpirala širitev Svetega rimskega cesarstva proti vzhodu v vendske (zahodnoslovanske) dežele. Pohodi kralja Henrika Ptičarja in cesarja Otona I. Velikega so privedli do ustanavljanja burgwardov za zaščito nemških osvojitev v deželah Lužiških Srbov. Otonova poročnika, mejna grofa Gero in Hermann Billung, sta napredovala proti vzhodu oziroma proti severu, da bi pobirala davek od pokorjenih Slovanov. Za upravljanje ozemlja so bile ustanovljene škofije v Meissnu, Brandenburgu, Havelbergu in Oldenburgu. Večina vendskih plemen na osvojenih ozemljih je bila pokristjanjena, vendar so se po velikem slovanskem uporu leta 983 vrnila k poganstvu. Burgwaldi so Sasom omogočili obdržati Meissen, Brandenburg in Havelberg pa sta bila izgubljena. Meja med slovanskim in nemškim ozemljem je postala reka Laba.
Do začetka 12. stoletja so si nadškofije Bremen, Magdeburg in Gniezno prizadevale spreobrniti poganske Slovane v krščanstvo na miren način. Med pomembnimi misijonarji so bili Vicelin, Norbert Ksantenski in Oton Bamberški, ki ga je na Pomorjansko poslal poljski kralj Boleslav III.  Zaradi premajhne podpore salijske dinastije Svetega rimskega cesarstva so se posvetni saški knezi, ki so želeli osvojiti slovansko ozemlje, znašli v vojaškem pat položaju. Kristjani, zlasti Sasi iz Holsteina, in pogani so drug drugega plenili čez Limes Saxoniae, običajno zaradi davka.
Zamisel o križarski vojni proti Vendom je prvič omenjena v Magdeburškem pismu, poslanem med letoma 1007 in 1110, v katerem se anonimni avtor papežu pritožuje proti Vendom. Magdeburško pismo trdi, da so Vendi pogani in da je vsak boj proti njim upravičen, dežela, ki jo naseljujejo, pa je "naš Jeruzalem". V pismu ni ponujen formalni duhovni odpustek razen splošnega odrešenja duše. Poudarek je na pridobitvi ozemlja. Avtor pravi: "Ti gentiles [pogani] so najbolj hudobni, vendar je njihova dežela najboljša, bogata z mesom, medom, žitom in pticami; in če bi bila dobro obdelana, se nihče ne bi mogel primerjati z njo po bogastvu svojega pridelka. ... Tako pravijo tisti, ki to vedo. In tako, najbolj znani Sasi, Francozi, Lotaringijci in Flamci ter drugi osvajalci sveta, to je priložnost, da rešite svoje duše in, če želite, pridobite najboljšo deželo, v kateri je mogoče živeti". Sklicevanje na bogastvo virov v slovanskih deželah bi bilo še posebej privlačno za tiste, ki jih je gnal materialni dobiček. Magdeburško pismo je utemeljilo idejo o severni križarski vojni in pridobitvi ozemlja, ki naj bi v vojni igrala odločilno vlogo.
Od leta 1140 do 1143 so holsteinski plemiči vdrli v Vagrijo, da bi se tam za stalno naselili. Grof Adolf II. Holsteinski in Henrik Badewiški sta prevzela oblast nad polabskima naseljema, ki sta kasneje postala Lübeck in Ratzeburg. Za škofa v Oldenburgu je bil postavljen Vicelin. Adolf si je prizadeval za sklenitev miru z vodjo Obodritske plemenske zveze Niklotom in spodbujal nemško kolonizacijo in misijonarsko dejavnost v Vagriji.
Padec križarske grofije Edesa v Siriji leta 1144 je šokiral krščanstvo in spodbudil papeža Evgena III. in sv. Bernard iz Clairvauxa k pridigam o drugi križarski vojni za okrepitev prekomorskih dežel. Medtem ko so se številni južni Nemci prostovoljno javili za križarsko vojno na Bližnjem vzhodu, severnonemški Sasi temu niso bili naklonjeni. Na zasedanju Reichstaga v Frankfurtu 13. marca 1147 so Bernardu razkrili svojo željo po kampanji proti Slovanom. Vende so predstvili kot grožnjo krščanstvu, saj so bili odpadniki, kar pomeni, da bi bila križarska vojna proti njim upravičena. Papež Evgen III. je 11. aprila 1147 odobril načrt Sasov in izdal papeško bulo, znano kot Divina dispensatione. Kot del bule je Evgen III. izpolnil in potrdil Bernardovo obljubo, da bodo enaki odpustki ponujeni tako tistim v križarski vojni proti Vendom kot tistim, ki se bodo  šli bojevat na Bližnji vzhod. Ti odpustki so nudili popolno odpuščanje greha. Med prostovoljci za križarslo vojno proti slovanskim poganom so bili predvsem Danci, Sasi in Poljaki in nekaj Čehov. Bernard iz Clairvauxa  se je med pridiganjem bal, da udeleženci to počnejo le zaradi morebitne materialne koristi. V prizadevanju, da bi prepričal križarje, naj se osredotočijo na duhovno spreobrnjenje, je Bernard rekel: "Popolnoma prepovedujemo, da bi bilo s temi ljudmi (Vendi) iz kakršnega koli razloga sklenjeno premirje bodisi zaradi denarja ali davka, dokler ne bosta z Božjo pomočjo uničena bodisi njihova vera bodisi njihov narod". Ta pogoj je bil naknadno dodan papeški buli. V križarski vojni, ki so jo vodile saške družine Askanci, Wettini in Schauenburgerji, nemška monarhija ni sodelovala. Za glavnega poveljnika pohoda je bil postavljen  papeški legat Anzelm Havelberški.

## Sveta vojna
Razburjen zaradi Adolfovega sodelovanja v vendski križarski vojni je Niklot junija 1147 preventivno vdrl v Vagrijo in skupaj z Vagri zdesetkal novonaseljene flamske in frizijske vasi, kar je sprožilo pohod križarjev pozno poleti 1147. Niklot je z napadom dal križarjem opravičilo za križarsko vojno, saj je Vende legitimiral kot resno grožnjo krščanstvu. Po izgonu Obodritov s svojega ozemlja je Adolf z Niklotom sklenil mirovni sporazum. Preostali krščanski križarji so se preusmerili  na obodritsko utrdbo Dobin in lužiško utrdbo Demmin.
V vojski, ki je napadla Dobin, so bili Danci Knuta V. in Svena III. in vojaki bremenskega nadškofa Adalberta III. in saškega  vojvode Henrika Leva. Niklot se je izogibal bitkam in spretno branil močvirje Dobin. Eno od vojsk Dancev so premagali Slovani iz Dobina, druga pa je morala braniti dansko floto pred Niklotovimi zavezniki Rani iz Rügena. Po umiku Dancev sta Dobin oblegala Henrik in Adalbert. Ko so nekateri križarji začeli zagovarjali pustošenje po podeželju, so drugi temu ugovarjali z vprašanjem: "Ali ni dežela, ki jo pustošimo, naša dežela, in ljudje, s katerimi se borimo, naši ljudje?" Ko je Niklot pristal, da se njegova vojska pokrsti, se je saška vojska Henrika Leva umaknila.
Saško vojsko, usmerjeno proti Demminu, je vodilo več škofov, vključno s tistimi iz Mainza, Halberstadta, Münstra, Merseburga, Brandenburga, Olomuca in škofa Anzelma iz Havelberga. Čeprav je bil njihov cilj doseči spreobrnitev poganov, je večina iskala tudi dodatno ozemlje in desetino za svoje škofije. Opat Wibald iz Corveyja je na pohod odšel v upanju, da bo pridobil otok Rügen. Demminov pohod je vključeval tudi posvetna mejna grofa Konrada I. in Alberta Medveda, ki sta upala, da bosta razširila svoje posesti. Poljski kraljevi kontingent je želel priključiti škofijo Lebus. Med pohodom iz Magdeburga je Albert Medved pridobil Havelberg, izgubljen v slovanskem uporu leta 983. Križarji so nato uničili poganski tempelj in grad v Malchowu. Po neuspešnem obleganju Demmina so mejni grofje preusmerili svojo vojsko v napad na osrednje Pomorjansko. Prodrli so do krščanskega mesta Szczecin, nato pa so se po srečanju s pomorjanskim škofom Adalbertom in pomorjanskim vojvodom Ratiborjem I. razšli.

## Posledice
Vendska križarska vojna je dosegla mešane rezultate. Medtem ko so Sasi potrdili svojo posest nad Vagrijo in Polabjem, je Niklot obdržal nadzor nad deželo Obodritov vzhodno od Lübecka. Sasi so od njega  prejemali davek, omogočili kolonizacijo škofije Havelberg in osvobodili nekaj danskih ujetnikov. Krščanski voditelji, predvsem Knut V. in Sven III., so na svoje soudeležence gledali nezaupljivo in drug drugega obtoževali sabotiranja kampanje.
Po besedah Bernarda iz Clairvauxa cilj križarske vojne boj proti poganskim Slovanom, "dokler se z božjo pomočjo ne spreobrnejo ali izbrišejo", ni bil dosežen, saj ni uspela doseči spreobrnjenja večine Vendov. Ko je pridigal o križarski vojni, je Bernard pozval, naj ne sklenejo premirja ali sprejmejo nobene oblike davka, vendar so križarji sprejeli davek od Niklota, kar je prispevalo k Bernardovemu dojemanju križarske vojne kot neuspeha. Sasi so pri Dobinu dosegli večinoma simbolno spreobrnitev, saj so se Slovani potem, ko so se krščanske vojske razpršile, vrnili k svojim poganskim verovanjem. Albert Pomorjanski je ob tem izjavil: "Če bi prišli krepit krščansko vero ... bi morali to storiti s pridiganjem, ne z orožjem". Krščanski osvajalci niso niti ustanovili vendske krščanske duhovščine niti prevedli krščanske literature v vendski jezik. Brez vzpostavljenih institucij prisilna spreobrnitev Vendov ni bila vzdržna. Uspešne spreobrnitve so uspele samo Dancem.  Danci so leta 1168 ponovno zavzeli otok Rügen in ga ponovno pokristjanili z ustanovitvijo cerkva in dovoljenjem knezu Jaromitu Rugenskemu, da ostane na oblasti, potem ko je v celoti sprejel krščanstvo. Danci so bili uspešni, ker se niso  osredotočili zgolj na oblast nad novo pridobljenim ozemljem.
V posvetnem smislu bi se na vendsko križarsko vojno lahko gledalo kot na uspešno. Križarji so osvojili slovansko ozemlje in spodbudili kolonizacijo nemških kmetov. Z osvojitvijo se je začela dolgotrajna križarska vojna proti Vendom, ki je trajala do konca 12. stoletja. Do leta 1160 je večina Vendov prišla pod nadzor Sasov in Dancev. Ko sta se leta 1180 Henrik Lev in cesar Friderik I. Barbarossa sprla, so politični nadzor nad večino regije uveljavili Danci. Učinki vendske križarske vojne so bili dolgotrajni zaradi vpliva, ki ga je imela na širjenje politične in kolonialne oblasti v baltski regiji.